# Despre simboluri
„Despre simboluri” (în germană Von den Gleichnissen) este o proză scurtă cu aspect de parabolă scrisă de Franz Kafka în toamna anului 1922 și publicată pentru prima dată postum în volumul Beim Bau der Chinesischen Mauer (1931) de Max Brod și Hans-Joachim Schoeps, care i-au dat acest titlu.
Acest text constă dintr-o narațiune referitoare la esența parabolelor. Dezbaterea urmărește să evidențieze dacă acestea sunt utile sau au fost transmise pur și simplu ca elemente de folclor de la o generație la alta. Naratorul menționează că parabolele nu sunt neapărat utile; la urma urmei, unele dintre ele există de mulți ani și, totuși, în ciuda înțelepciunii lor, oamenii continuă să se lupte cu aceleași dificultăți. Povestea se încheie cu afirmația că textul în sine poate fi interpretat ca o parabolă.

## Rezumat
Acest text scurt abordează esența parabolelor, fiind, potrivit criticului Beda Allemann, „mai întâi, un raport cu privire la una dintre numeroasele nemulțumiri cauzate de inaplicabilitatea parabolelor, apoi un scurt dialog despre justificarea acestei nemulțumiri”.
Potrivit unui grup nespecificat („mulți”), parabolele nu sunt potrivite pentru viața de zi cu zi a oamenilor, deoarece se referă la o lume de dincolo imposibil de înțeles, în timp ce oamenii trăiesc doar în această lume. Lipsa de sens a textelor parabolelor este concretizată într-un exemplu: atunci când înțelepții din parabolă îți cer să „treci”, nu se referă la o trecere fizică în această lume, ci într-o altă lume transcendentă (cuvântul latin „transcendere” înseamnă „a trece dincolo”). Astfel, invitația alegorică este, de fapt, o imposibilitate. Parabola afirmă doar că transcendentul este inaccesibil pentru oameni, ceea ce este însă un truism.
Într-un scurt dialog între doi interlocutori, această problematică este ilustrată până în punctul de reductio ad absurdum. Un reprezentant al transcendenței („unul” sau „primul”) se confruntă cu un reprezentant al imanenței („celălalt” sau „al doilea”). Cei doi sunt de acord că oamenii care sunt capabili să urmeze parabolele devin ei înșiși o parabolă și că acest proces de a deveni o parabolă este el însuși o parabolă. Într-un joc de cuvinte ulterior se discută dacă cineva, care a înțeles aceasta, a câștigat „în parabolă” sau „în realitate”. Acestei întrebări i se răspunde că înțelegerea este valabilă numai pentru această lume, în timp ce ea este inutilă pentru pătrunderea în lumea de dincolo.

## Scriere și publicare

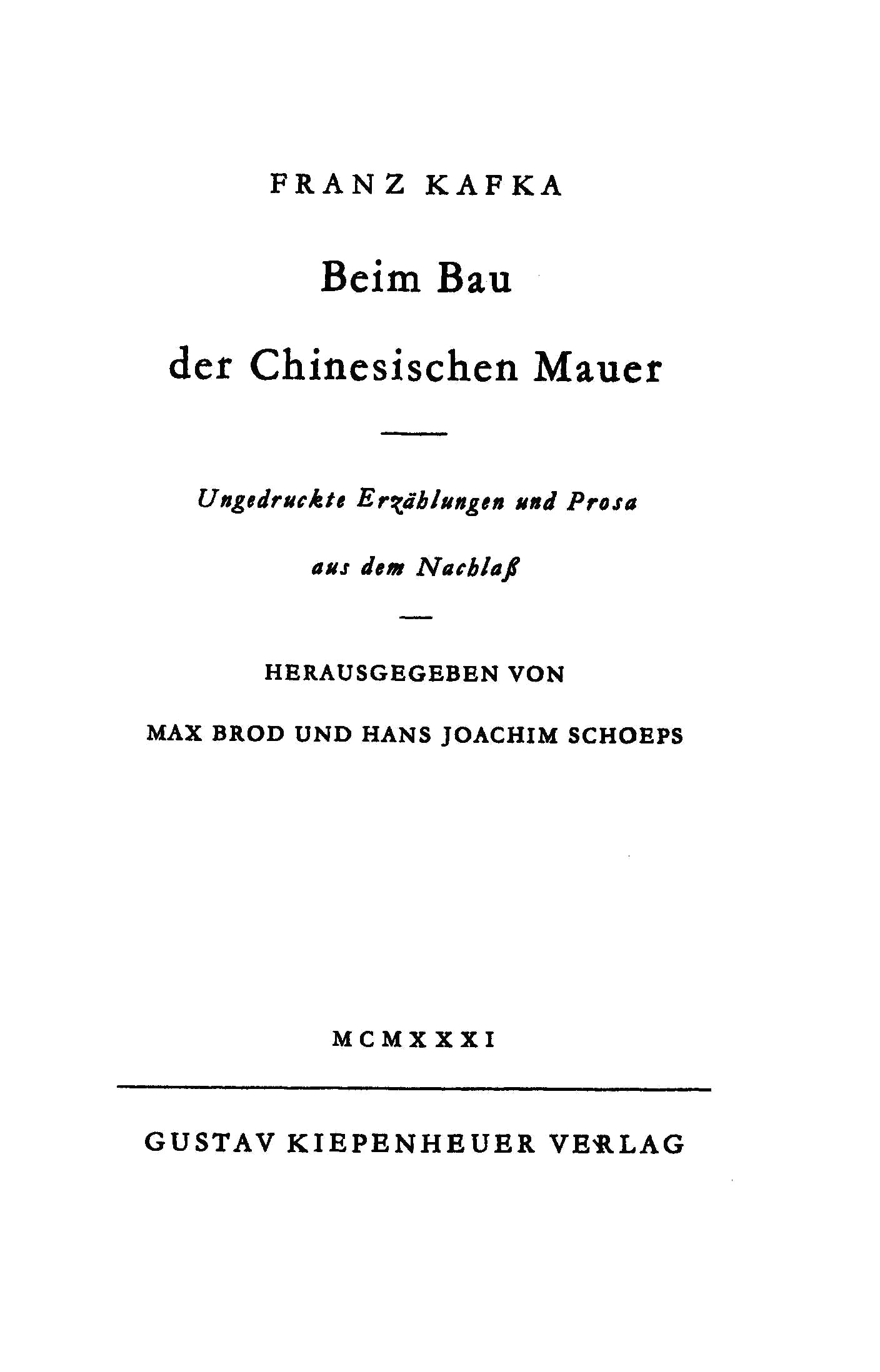
Prima pagină a volumului Beim Bau der Chinesischen Mauer (Gustav Kiepenheuer Verlag, Berlin, 1931).

Povestirea „Despre simboluri” a fost scrisă în toamna anului 1922, mai precis în perioada octombrie-decembrie, manuscrisul ei aflându-se în așa-numitul caiet „Ehepaar-Heft” din anul 1922. În acea perioadă Kafka citea literatură iudaică și era deosebit de interesat de tradiția asociată Mișnei. Caietele sale conțin multe parabole și observații despre viața de zi cu zi.
Textul acestei parabole nu purta inițial niciun nume. Prietenul autorului, Max Brod, care s-a îngrijit, împreună cu Hans-Joachim Schoeps, de publicarea postumă a textelor kafkiene, i-a dat titlul actual și a adaptat timpul verbal din prima propoziție în procesul de revizuire a textului (forma verbală de trecut „s-au plâns” a fost schimbată cu forma de prezent „se plâng”). Povestirea a fost publicată apoi în volumul Beim Bau der Chinesischen Mauer tipărit în 1931 de Gustav Kiepenheuer Verlag din Berlin (pp. 36-37), alături de alte 20 de povestiri și de o postfață („Nachwort”).

## Formă
Acest text este un exemplu tipic al „stilului simbolistic abreviat” utilizat de Kafka. În prima parte se observă un comportament narativ auctorial, care prezintă opinia „multor persoane” într-un raport lingvistic hipotactic (de subordonare sintactică). Partea a doua este dominată de un comportament auctorial neutru, care este o reprezentare scenică a dialogului paratactic între doi interlocutori.
Textul în forma transmisă de Brod se caracterizează printr-o schimbare surprinzătoare a timpului verbal: dacă prima parte este narată la timpul prezent („mulți se plâng”), cea de-a doua parte este păstrată la timpul trecut. Această schimbare a timpului verbal se datorează lui Max Brod, îngrijitorul operei lui Kafka, care a schimbat forma verbală „s-a plâns" cu forma „se plânge”.
Această povestire este „o parabolă despre parabole”, o metaparabolă. Textul parabolei are structura unei situații destul de concrete, pe baza căreia este scoasă în evidență o pildă de înțelepciune. Acest lucru se face în mod dialogic sub forma unei dezbateri de idei între un inițiat și un neinițiat. De asemenea, fraza finală, cu care culminează dialogul, este tipică pentru o parabolă. Învățătura care poate fi extrasă din parabolă rămâne, totuși, ascunsă.

## Interpretare
Textele literare kafkiene conțin un număr mare de simboluri cu o pluralitate de semnificații, ceea ce i-a determinat pe unii cercetători să considere că simbolurile nu au nicio semnificație criptică. Potrivit criticului literar francez René Marill Albérès, Kafka a creat „o lume inexplicabilă care nu se poate reduce la nici un comentariu rațional”, iar povestirile sale sunt inexplicabile deoarece au fost scrise intenționat fără cheie.
În critica literară există un dezacord cu privire la posibilitatea înțelegerii parabolelor din „Despre simboluri” ca un „cifru pentru propriile lucrări ale lui Kafka”, deci dacă textul reprezintă o „rețetă tematică pentru înțelegerea parabolelor kafkiene”. Criticul german Wilhelm Emrich a răspuns pozitiv la această întrebare și a considerat că această parabolă abordează „rolul răscumpărător al universului parabolic al lui Kafka”. Pe de altă parte, profesorul elvețian Beda Allemann subliniază că presupusa invitație la acțiune este de o „ironie absolut diabolică”, prin faptul că transcendența ademenitoare pune în mișcare doar un „circulus vitiosus mental”, de unde nu există nici o scăpare. Textul urmărește doar, potrivit lui Allemann, să explice natura parabolelor. Într-adevăr, mișcarea textului pare că este de o asemenea natură, că „trage în mod sistematic pământul de sub picioare”. În acest sens, textul poate fi înțeles ca o „paradigmă pură a poeziei kafkiene”, care își eludează în mod repetat semnificația și se deconstruiește.
Concluzia finală că „în parabolă ai pierdut” sugerează faptul că există mereu un truc în parabole. Chiar dacă ai câștigat „în realitate”, ai pierdut „în parabolă” pentru că în parabolă este imposibil să câștigi. Profesorul de literatură comparată Clayton Koelb de la University of North Carolina at Chapel Hill oferă ca exemplu povestea din Alice în Țara Minunilor (1865) în care Alice se salvează de Regina de Cupă spunând: „Nu sunteți decât un pachet de cărți de joc!”; fetița câștigă „în realitate”, oprind procesul, dar pierde „în parabolă” deoarece Țara Minunilor se prăbușește ca un castel din cărți de joc.
O interpretare simplificată a lucrării constă în a vedea incomprehensibilul, spiritualul și transcendentalul în parabola menționată. Acestea par să nu aducă nimic în viața reală; cu toate acestea, dacă cititorii cred în acest supranatural pot uita grijile vieții de zi cu zi. Afirmația „celuilalt” sub forma unui pariu că aceasta era tot o parabolă este, în opinia „primului”, corectă. Când „al doilea” constată că a câștigat „doar în parabolă”, el părăsește nivelul supranatural al înțelegerii și primește cu promptitudine răspunsul că a pierdut la acest nivel. În mod similar, cititorii, deși sfătuiți să „treacă”, nu reușesc să găsească un pod care să le permită să intre pe tărâmul aluziei figurative a parabolei.
Lipsa utilității practice a parabolelor duce la apariția unui decalaj insurmontabil între înțelepciunea comunicată în pilde și comunitatea care încearcă să obțină sfaturi pragmatice din mesajul lor. Cercetătorii operei lui Kafka consideră că autorul evidențiază astfel o diferență de utilitate între parabolele tradiționale, alcătuite în contextul existenței unui set de credințe religioase sau ideologice, și parabolele moderne, ce nu au un cadru contextual ferm.

## Trimiteri la alte lucrări ale lui Kafka
„Despre simboluri” conține numeroase paralele cu „Kleine Fabel”. Astfel, ambele abordează inutilitatea și lipsa de speranță: parabolele nu pot fi înțelese - când cineva se apropie de înțelesul lor, ele dispar din nou. În plus, sfatul pisicii („trebuie doar să-ți schimbi direcția”) este un fel de parabolă, dar șoarecele nu mai poate beneficia de învățătura ei pentru că este împins către moarte. Astfel, victoria „celuilalt” în pariu este o victorie à la Pirus.
Peter Höfle se referă, de asemenea, la povestirea scurtă „La galerie”, în care Kafka folosește aceeași tehnică. În ambele texte de proză scurtă, naratorul se exprimă inițial în termeni generali („mulți se plâng” - „dacă vreo...”) pentru a prezenta brusc evenimentul într-o situație concretă, care este urmărită apoi în general. În plus, Höfle menționează o relație cu „În fața legii” în care Legea este prezentată ca fiind „dincolo”. Acest fabulos „dincolo” apare, de asemenea, în „Vânătorul Gracchus”, „Un medic de țară” și „Das Schweigen der Sirenen”. În ultimul caz, la finalul textului există și o expresie de neînțeles.

## Traduceri
Povestirea „Despre simboluri” a fost tradusă în mai multe limbi străine. Prima traducere în limba engleză a fost realizată de soții Edwin și Willa Muir și publicată în 1933 cu titlul „About Parables” în volumul The Great Wall of China and Other Pieces, editat la Londra de Martin Secker (reeditat în 1946 de editura Secker and Warburg din Londra) și apoi în SUA în volumul de povestiri The Great Wall of China. Stories and Reflections, tipărit în 1946 de editura Schocken Books din New York în 1946.
În decursul timpului povestirea a fost tradusă și în alte limbi străine: spaniolă („Sobre parábolas”, în revista Sur, Buenos Aires, martie 1936; traducere de Eduardo Mallea), ebraică („Sirtutim”, în revista Ha-Poel Ha-Tzair, anul XXX (1937), nr. 25-26, pp. 12-13; traducere de Israel Cohen; o altă traducere a fost efectuată de Moshe Ben Menahem și publicată în 1957 sub titlul „Sippurim Ktzarim”, în revista Ha-Poel Ha-Tzair, anul L (1957), nr. 20, p. 17), franceză („Des Paraboles”, în L'Arbalète, nr. 10, primăvara anului 1945; traducere de Jean Carrive; o altă traducere efectuată de Marthe Robert a fost publicată în 1945 sub titlul „Des paraboles” în revista L’Arche, nr. 12, decembrie 1945 - ianuarie 1946), bulgară (în revista Svetlostmi, nr. 8, 1991; traducere de Penka Anghelova), rusă („O pritceah”, în revista Znamia, Moscova, nr. 5, 1992, p. 168; traducere de Irina Șcerbakova; alte traduceri au fost publicate de E. Smirnov cu titlul „Ob inoskazaniiah” în revista Izmerenia (nr. 3 (7), 1992) și cu titlul „O pritceah” de Solomon Apt în vol. Socinenia v treh tomanh (Hudojestvennaia literatura, Moscova, Folio, Harkov, 1994) și de Gherbert Notkin în vol. Malaia proza. Drama (Amfora, Sankt Petersburg, 2001)) etc.
Prima traducere în limba română a povestirii a fost realizată de Iulia Soare și publicată în 1968 cu titlul „Despre simboluri” în antologia Amurgul imperiului. Proza austriacă modernă. Vol. I (pp. 419-420), tipărită de Editura pentru Literatură din București.